# Magnus Olsen
Magnus Olsen (ur. 28 listopada 1878 w Arendal, zm. 16 stycznia 1963 w Oslo) – norweski filolog, specjalizujący się w historii języków skandynawskich.
Urodził się w Arundel. Jego rodzicami byli kupiec Ole Christian Olsen (1834–1887) i Therese Evine Olsen (1843–1926). Studiował na uniwersytecie w Oslo. 28 czerwca 1912 ożenił się z Gjertrud Mathilde Kjær, córką bibliotekarza Johana Alberta Juliusa Kjæra. W pracy naukowej zajmował się najdawniejszą historią Skandynawii, pogańską religią jej mieszkańców, językiem staroskandynawskim, a w szczególności pismem runicznym. Interesował się onomastyką, zwłaszcza nazwami miejscowymi. W 1909 roku założył czasopismo „Maal og minne”, które redagował do 1950 roku. Zastępca redaktora Acta philologica Scandinavica (1926–1963), Arkiv för nordisk filologi (1928–1963), Namn och bygd (1916–1923) i Norsk tidsskrift for sprogvidenskap (1930–1960).
Był doktorem honoris causa kilku europejskich uczelni, m.in. Uniwersytetu Kopenhaskiego, Uniwersytetu w Lund, Uniwersytetu Paryskiego i Uniwersytetu Islandzkiego. Od 1911 roku członek korespondent Kungliga Vitterhetsakademien. Był również członkiem kilku norweskich towarzystw naukowych.
Wydał między innymi Hedenske Kulturminder i Norske Stedsnavne (1915),
Ættegård og Helligdom, Norske Stednavn Sosialt og Religionshistorisk Belyst (1926, wyd. 2. 1978), Farms and Fanes of Ancient Norway: The Place-Names of a Country Discussed in Their Bearings on Social and Religious History (1928, tłum. Th. Gleditsch) i Hva Våre Stedsnavn Lærer Oss (1934, wyd. 2. 1971, 1973). Był także współautorem trzech woluminów serii Norske Gaardnavne.
W 1945 został komandorem orderu Świętego Olafa; był także komandorem orderu Sokoła Islandzkiego i kawalerem orderu Gwiazdy Polarnej.